# Dead Zone: The Grateful Dead CD Collection (1977–1987)
Dead Zone: The Grateful Dead CD Collection (1977–1987) ist das erste Boxset der Band Grateful Dead.

## Geschichte
Grateful Dead erhielt ihren ersten Labelvertrag mit Warner Bros. Records 1967, der bis 1973 gültig war. Die nächsten Alben nahm die Band mit dem eigenen Label Grateful Dead Records auf, bevor sie 1977 zum Label Arista Records wechselten.
Bis 1987 veröffentlichten sie unter Arista sechs Live- und Studioalben: Terrapin Station, Shakedown Street, Go to Heaven, Reckoning, Dead Set und In the Dark.
Die ersten Studioalben und insbesondere Go to Heaven ernteten starke Kritik, bevor mit Reckoning und Dead Set wieder größere Erfolge gefeiert wurden. In der sechsjährigen Pause zwischen Dead Set und In the Dark feierten Grateful Dead große Erfolge mit Liveauftritten und fühlten Stadien und Konzerthallen. Mit In the Dark veröffentlichte die Band ihr wohl kommerziell erfolgreichstes Album, mit dem sie mehrfaches Platinum und Erfolge in den Billboard Charts erreichten. Daraufhin entschloss sich Arista ein Boxset der bisherigen sechs Alben herauszugeben, um den Erfolgszug von Grateful Dead weiter zu nutzen.
Im Gegensatz zu den späteren Boxsets von Rhino Records erhielt dieses kein Bonusmaterial.
Für das Albumcover war Alton Kelley, der auch schon für das Europe ’72 verantwortlich war. Die Vorderseite zeigt das bekannte Deadcover aus Totenschädel, überkreuzende Knochen und Rosen auf der Gesäßtasche einer Jeans, die Rückseite zeigt die Cover der sechs Alben und deren Trackliste.
Trotz der Erfolge und Bekanntheit von Grateful Dead wurden mit Dead Zone: The Grateful Dead CD Collection (1977-1987) keine hohe Verkaufszahlen erreicht. Erst neun Jahre später veröffentlichte Arista das nächste Boxset namens The Arista Years.

## Trackliste
Die Setlist entspricht den originalen LPs von:
- Terrapin Station
- Shakedown Street
- Go to Heaven
- Reckoning
- Dead Set
- In the Dark